# Casa Ernesto Ferrer
La casa Ernesto Ferrer se encuentra situada en la plaza de l'Ajuntament número 21 esquina con calle Barcas, en el centro histórico de Valencia (España). También es conocido como Casa Peñalva.

## Edificio
Es obra del arquitecto valenciano Francisco Almenar Quinzá en 1913. Su estilo es ecléctico con elementos ornamentales de inspiración francesa y algún detalle del modernismo valenciano. En la planta baja estaba situada una conocida ferretería de la cual era propietario Ernesto Ferrer.
Consta de planta baja y cinco alturas. En la fachada del edificio destaca el remate con una cúpula con linterna de grandes dimensiones y el acabado de la misma en pizarra, una clara influencia francesa. En el chaflán los balcones están realizados en piedra. 
La fachada está rematada en color blanco destacando el artesonado en color ocre, hecho que hace resaltar la ornamentación. En la actualidad la planta baja esta ocupada por una entidad bancaria.